# دشت کویر

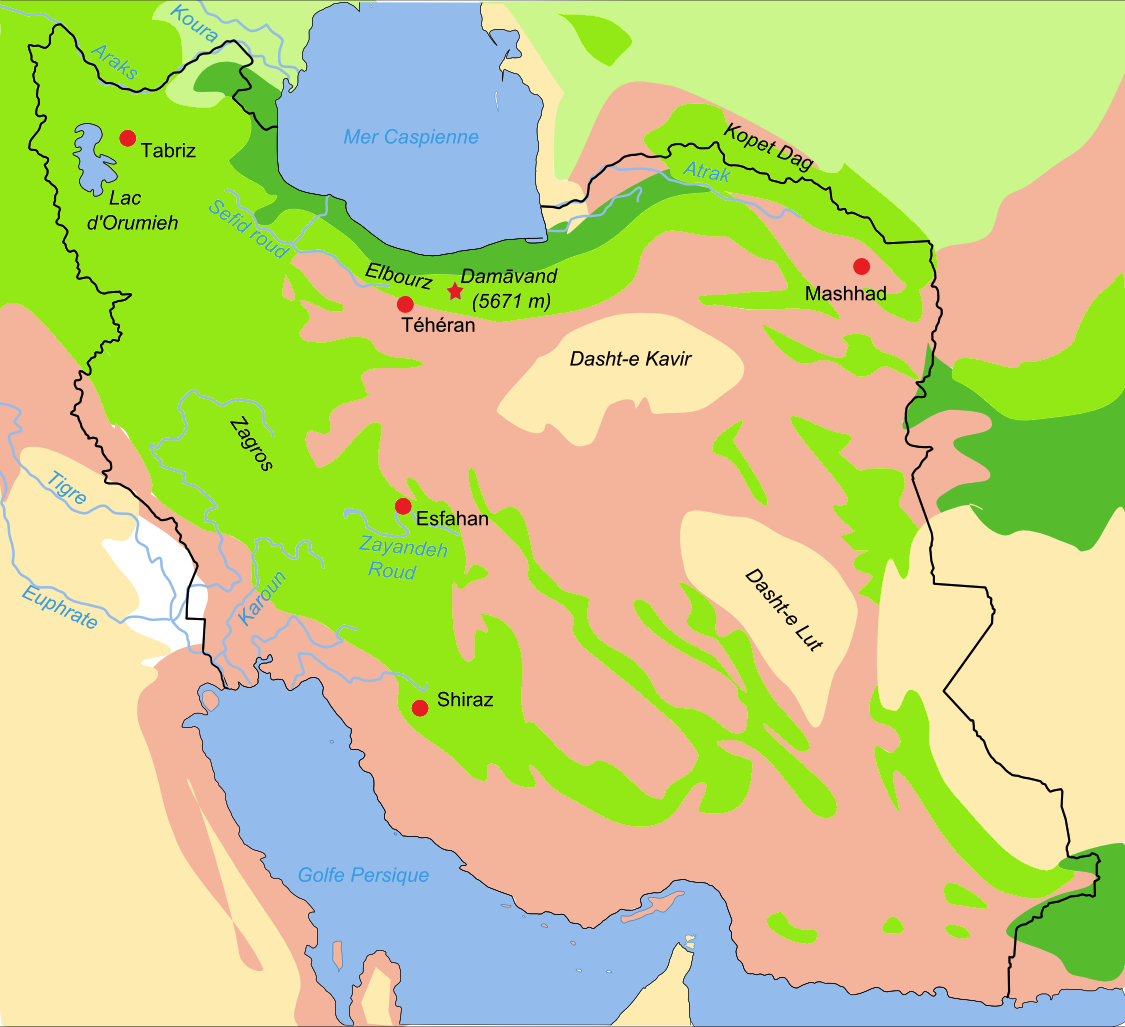
نقشه زیستگاه‌هایشان ایران، نشان دادن محل دشت کویر (بیضی بژ در مرکز سمت راست)).

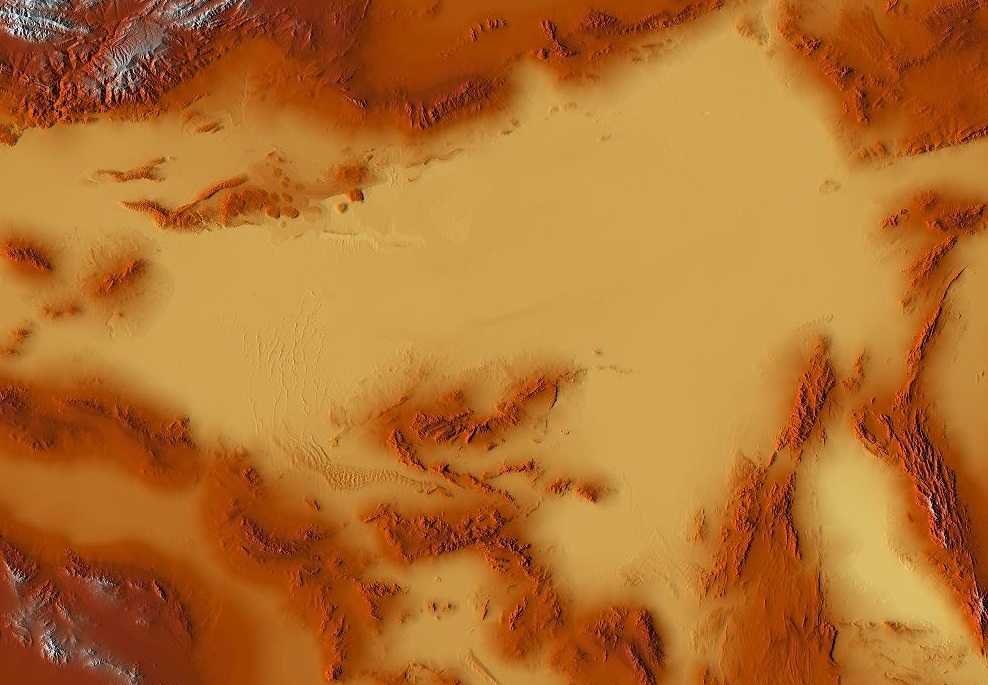
تصویر هوایی از دشت کویر

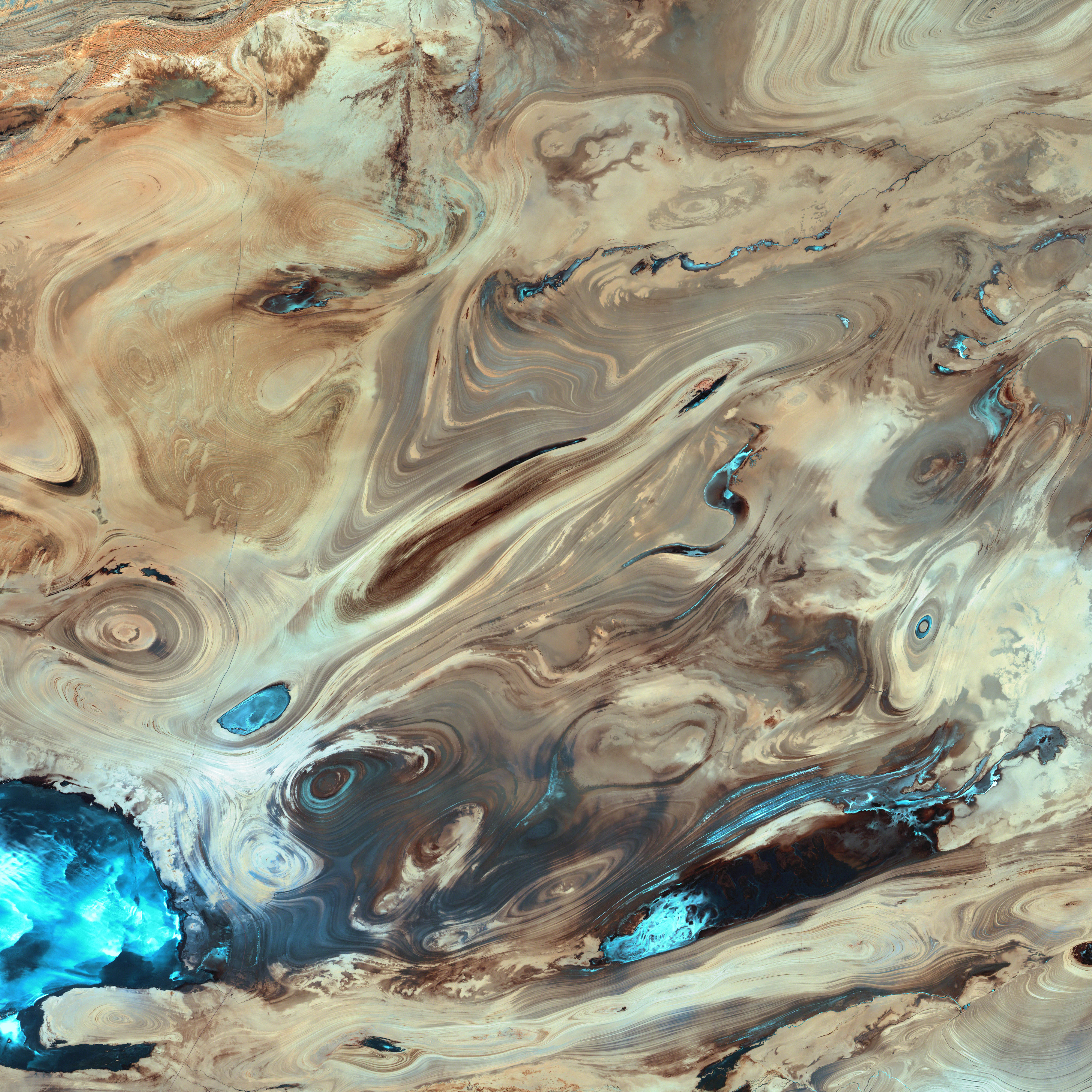
عکس ماهواره‌ای از بیابان دشت کویر اکثر رنگ‌های موجود در نگاره و تفاوت‌های شیدهای مختلف، به دلایل اختلاف‌های ترکیب‌های شیمیایی مواد تشکیل دهنده صخره‌ها و تپه‌ها است که در کنار یکدیگر جلوه گر شده‌اند. رنگ‌های تند آبی احتمالاً ناشی از رسوب نمک‌های برجای‌مانده از رستنی‌ها و گیاهان کویری است. البته این استنتاج بستگی مستقیم به طیف الکترومغناطیسی دارد که با شید آبی نمایش داده شده است.

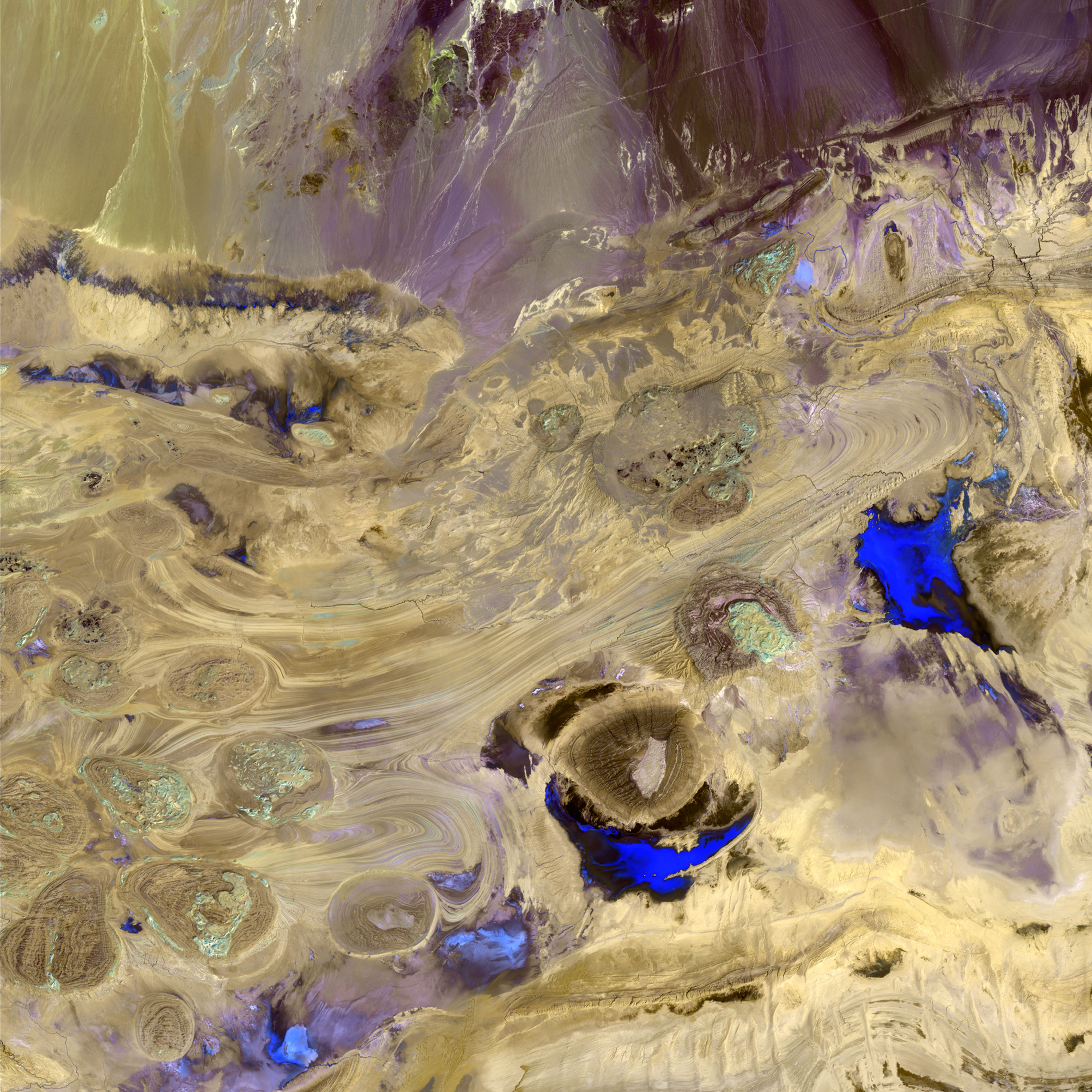
دشت کویر بخش بزرگی از ایران را تشکیل می‌دهد.

دشت کویر یا کویر مرکزی، کویر وسیعی به طول تقریبی ۸۰۰ کیلومتر، عرض تقریبی ۳۲۰ کیلومتر و مساحت ۷۷٬۶۰۰ کیلومتر مربع در جنوب رشته کوه البرز است. دشت کویر سی‌امین بیابان بزرگ جهان به شمار می‌رود.
زمین شناسان مشهور دنیا کویر مرکزی ایران را با نام کویر بزرگ یا کویر نمک می‌شناسند، و علت این نام‌گذاری چیزی نیست جز وسعت این چاله کویری و وسعت باتلاق‌های نمکی آن.
آلفونس گابریل آن را بزرگ‌ترین باتلاق نمکی دنیا می‌داند.
کویر بزرگ از دو چاله شرقی و غربی تشکیل شده است که هر کدام مشخصات و عوارض خاص خود را دارند.
حدود جغرافیایی چاله شرقی:
حد شمالی:جنوب شهرستان شاهرود و روستاهای نور، طرود، بیدستان، سینگ و معلمان
حد جنوبی:شمال جندق، مصر، عروسان، خور، حلوان، چاه طرخ و عشق آباددستگردان
حد شرقی: کوه سفید در خراسان جنوبی
حد غربی: تقریباً جده معلمان جندق
به علت وجود باتلاق‌های نمکی بزرگ در چاله شرقی این محدوده تقریباً غیرقابل نفوذ بوده و ورود خودرو در آن می‌تواند بسیار خطرناک و پر چالش باشد.

## موقعیت جغرافیایی
کویر مرکزی یا چاله کویر در محدوده جغرافیایی ۳۰/۵۴ تا ۵۷ درجه شرقی و ۳۰/۳۳ تا ۳۰/۳۵ درجه شمالی در مرکز فلات ایران قرار گرفته است. کویر مرکزی پهناورترین کویر ایران است که از شمال به دامنه‌های البرز مرکزی و شرقی و از غرب به حوالی قم و کاشان، از شرق به کوه‌های پیر حاجات و ازبک کوه و از جنوب به محور ارتباطی خور-طبس و جاده خور-زواره محدود می‌شود. پارک ملی کویر، پارک ملی خارتوران، کویر پلوند فردوس، کویر نمک بردسکن، کویر حاج علی‌قلی ()، کویر مسیله، کویر مرنجاب، بیابان بند ریگ و … در این منطقه واقع شده‌اند.

## ویژگی‌ها
پهناورترین کویر ایران که از دامنه‌های جنوبی البرز تا مرکز ایران گسترش دارد. طول آن ۸۰۰ کیلومتر و عرض آن در حدود ۶۰۰ کیلومتر است. مساحت دشت کویر در حدود ۷۷٬۶۰۰ کیلومتر مربع است. در غرب این کویر دریاچه نمک قرار دارد.
این بیابان یکی از قطب‌های حرارتی زمین به‌شمار می‌رود. دمای آن در تابستان به ۵۰ درجه می‌رسد و گاهی اختلاف دمای بین روز و شب به ۷۰ درجه سانتیگراد می‌رسد. قسمت عمده آن را باتلاق‌های گسترده فراگرفته‌اند و در حاشیه پوشیده از تپه‌های ماسه‌ای و ارتفاعات پراکنده است؛ و پوشش گیاهی آن عمدتاً از نوع گیاهان شورپسند (هالوفیت) است.
بزرگ‌ترین تپه شنی ایران یک کانون فرسایش به نام ریگ‌بلند است که از آران و بیدگل آغاز شده و تا اردستان ادامه دارد که آشیانه عقاب و تل شیطان زواره از معروف‌ترین آن‌هاست. طول این کانون فرسایش ۹۰ کیلومتر است. استان اصفهان در دشت کویر ۱۶ کانون فرسایش بادی دارد که ۳۰۰ هزار هکتار از آن جنگل‌کاری شده و تثبیت شده است و با این کار، بسیاری از کانون‌های درجه یک به کانون‌های درجه دو و درجه سه تبدیل شده است. در کانون‌های شرق اصفهان ۹ هزار هکتار جنگل‌کاری انجام شده است.

## مناطق و آبادی‌های کویر مرکزی ایران
- سمنان
- دامغان
- کاشان
- گرمسار
- شاهرود
- راوند
- آران و بیدگل
- ابوزیدآباد
- مشکات
- بادرود
- اردستان
- موغار
- یخاب
- کاروانسرای کَرشاهی
- شهرآب
- یزدلان
- علی‌آباد و فخره
- نصرآباد
- کاغذی
- خرمدشت
- ریجن
- محمدآباد
- حسین‌آباد
- قاسم‌آباد
- فمی
- سن‌سن
- آب‌شیرین
- نوش‌آباد
- ابیانه
- انارک
- باتلاق نمک سیرجان
- بند علی‌خان
- بیابان پشت ریگ
- بیدهند
- پارک ملی کویر
- کویر نمک بجستان

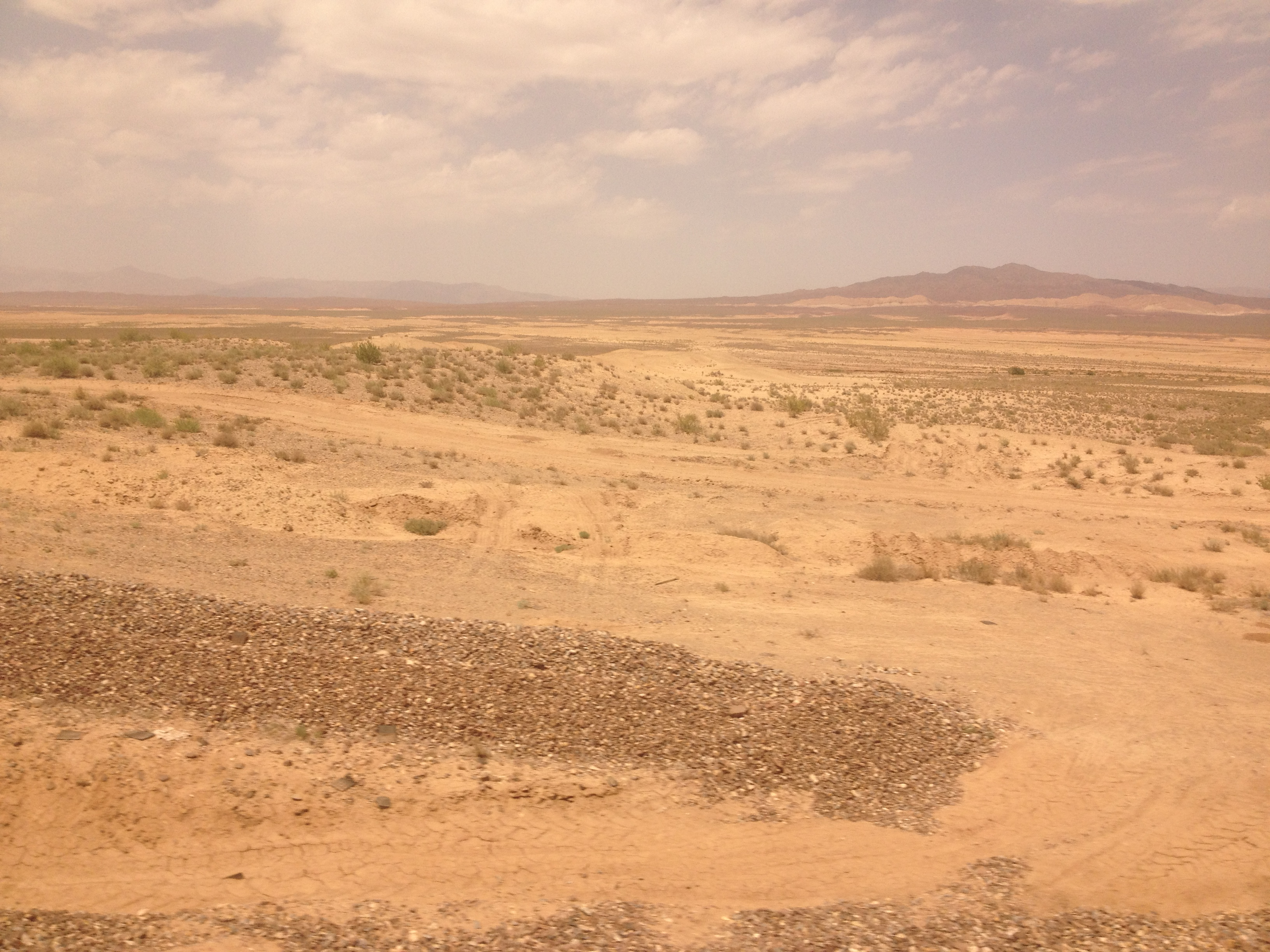
بخشی از کویر مرکزی در استان سمنان

- پیاده (بیاذه و بیاضه هم نوشته‌اند)
- جندق
- چوپانان
- چیمه
- حوض سلطان
- حوض قیلوقه
- خور و بیابانک
- دریاچه نمک
- روح مرغوم
- ریگ جن
- سگزی
- سُه
- کویر سیازگه
- عروسان
- عشین
- فریزهند
- قم
- کاروانسرای سفیدآب
- کویر ابرکوه
- کویر چاه غیب
- کویر حاج علی قلی
- کویر درانجیر (بافق)
- کویر ساغند
- کویر سیاه کوه (اردکان)
- کویر عقدا
- گرمه
- محمدآباد کوره گز
- مرنجاب
- مسیله
- مصر
- معلمان
- مهاباد (اردستان)
- نائین
- هنجن
- ورامین
- زواره
- کویر دق سرخ
- کویر کاراکال[۲]
- کویر یزد (کویر دروزاه قران یزد)